# Borač (Serbia)
Borač (cyr. Борач) – wieś w Serbii, w okręgu szumadijskim, w gminie Knić. W 2011 roku liczyła 590 mieszkańców.